# 通泉镇 (北川县)
通泉镇，是中华人民共和国四川省绵阳市北川羌族自治县下辖的一个乡镇级行政单位。2019年12月，撤销通口镇和香泉乡，设立通泉镇，以原通口镇和原香泉乡所属行政区域为通泉镇的行政区域，通泉镇人民政府驻淄援路28号。

## 行政区划
通泉镇下辖以下地区：
香泉村、龙凤村、流溪村、太平村、光明村、紫山村、紫霞村、黄江村、云林村、水洞村、兴隆村和敬东村。